# Остин, Эми Тереза
Эми Тереза Остин — аргентинский эколог. Она ведущий научный сотрудник Национального научно-технического исследовательского совета Аргентины и профессор агрономического факультета Университета Буэнос-Айреса.
В 1988 году она получила степень бакалавра наук об окружающей среде в Уилламеттском университете и степень доктора философии в области биологических наук в Стэнфордском университете в 1997 году. В 2018 году она была удостоена награды L’Oréal-UNESCO For Women in Science Awards «За выдающийся вклад в понимание экологии наземных экосистем в естественных и изменённых человеком ландшафтах».